# Tipula (Trichotipula) retinens
Tipula (Trichotipula) retinens is een tweevleugelige uit de familie langpootmuggen (Tipulidae). De soort komt voor in het Nearctisch gebied.